# Ватапа
Ватапа (на португалски: vatapá) е бразилско ястие, направено с накиснат хляб, сушени скариди, кокосово мляко, начукани на ситно фъстъци или орехи и палмово масло. Като подправки се използват кориандър, магданоз, джинджифил и други. Всичко това е смачкано докато се получи кремообразно пюре.
Ястието е много популярно в северната и североизтояната част на Бразилия. Обикновено се консумира с бял ориз. Вместо скариди могат да се използват риба тон, пиле или пуйка. По причина на скъпите продукти в него, то не е всекидневно ястие.